# LaSalle (Ontario)
LaSalle – miejscowość (ang. town) w Kanadzie, w prowincji Ontario, w hrabstwie Essex.
Powierzchnia LaSalle to 65,25 km². Według danych spisu powszechnego z roku 2001 LaSalle liczy 25 285 mieszkańców (387,51 os./km²).